# Thomas Johannes Hauck
Thomas Johannes Hauck (* 27. Februar 1958 in Ludwigshafen am Rhein) ist ein deutscher Schriftsteller, Bühnenautor, Designer, Schauspieler, Filmemacher und bildender Künstler.

## Leben
Thomas J. Hauck ist als (Theater-)Regisseur und Schauspieler, Kurator, Bildender Künstler („Das Archiv“ mit Sabina Kaeser) sowie vor allem als Kinderbuch- und Drehbuchautor tätig.
Hauck besuchte die Fachhochschule für Gestaltung Mannheim mit dem Abschluss Diplom-Designer sowie die Schauspielschule Haller in Heidelberg. Er studierte bei Rick Kamp (Comedy), Philip Gaulier (Buffon) und Tadashi Endo und nahm an Drehbuchwerkstätten teil, zum Beispiel bei Alfred Behrens. Er erhielt mehrere Stipendien, so 1995 das Autorenstipendium für Kindertheaterautoren in Wolfenbüttel, 2004 ein Aufenthaltsstipendium am Baltic Centre for Writers and Translators in Visby, 2006 als Artist in Residence in Krems und 2007 als Bridgeguard in Štúrovo. 2012 war er Stadtschreiber in Hausach. Außerdem war er Preisträger des „Günter-Bruno-Fuchs-Literaturpreises“ 2007. Unter seiner künstlerischen Leitung entstand 2014 der u. a. vom Bundesministerium für Bildung und Forschung, dem Bundesverband Jugend und Film e. V. und der Initiative „Kultur macht stark“ geförderte Film „Scherben bringen Glück“ (Ein Film von Kindern, mit Kindern, für Kinder), der mit dem Jugendfilmpreis Baden-Württemberg 2014 für „Beste Ensembleleistung“ ausgezeichnet wurde. Hauck ist u. a. Mitglied des Friedrich-Boedecker-Kreises (Leseförderung von Kindern und Jugendlichen).
Hauck gründete 2000 zusammen mit Sabina Kaeser das Performance- und Installationsduo „Das Archiv“. Er war verantwortlich für zahlreiche Inszenierungen und Bühnenbilder – u. a. an den Kammerspielen Winterthur, am Stadttheater Gießen, am Théâtre de Nesle in Paris, der Landesbühne Wilhelmshaven, am Theater Speyer, am Jungen Theater Göttingen und am Staatstheater Meiningen.
In den vergangenen Jahren hat sich Hauck vor allem einen Namen als Autor zahlreicher Kinder- und Jugendbücher erarbeitet. Seine Filmgeschichten (Drehbuchautor und/oder Regisseur) sind an mehreren Festivals gezeigt worden. Thomas J. Hauck ist gefragter Dozent für Schreibseminare sowie Theaterworkshops an Schulen, Jugendschulen, Pädagogischen Hochschulen und Lehrerfortbildungsstätten. Er hält regelmäßig Lesungen in Schulen, Bibliotheken, Theatern und Galerien in Deutschland, Österreich, der Schweiz, Finnland, Ungarn, der Slowakei und den Niederlanden. Hauck hatte auch mehrere Kunstausstellungen und veröffentlichte in Periodika, so zum Beispiel Radierungen in der Jahresschrift für Literatur und Kunst Muschelhaufen. Zwei seiner Texte wurden von Aviva Barkhourdarian verfilmt. „Hauck versteht es, mit wenigen Worten eine poetische Atmosphäre zu erzeugen, die übrigens auch stets von einem feinen Humor zeugt.“
Thomas J. Hauck lebt in der Nähe von Stuttgart.

## Werk (Auswahl)

### Bücher
- Tilli und Tolli, die Mäusebrüder. Ulmer, Tuningen 1990, ISBN 3-924191-45-X.
- Das kleine Gummibärchen und der Braunbär und andere Kindergeschichten. G. A. Ulmer, Tuningen 1993, ISBN 3-924191-53-0.
- Die sehr schmerzliche Tragödie der Doña Inês de Castro. Zeichnungen: Martin Lersch. Focus, Gießen 1997, ISBN 3-88349-456-9.
- Ich will ein Baumeister werden. Mückenschwein, Stralsund 2004, ISBN 3-936311-14-5.
- Theophil Knapp, der kleinste Akkordeonspieler der Welt. Quma, Berlin/ Güstrow 2005.
- Die Suche nach dem verlorenen Palais. Mückenschwein, Stralsund 2005.
- Fräulein Bertas Sehnsucht. Mückenschwein, Stralsund 2006, ISBN 3-936311-28-5.
- Das Gurren der fünf weißen Tauben. Mückenschwein, Stralsund 2006, ISBN 3-936311-21-8.
- Der Atlantikflug. Mückenschwein, Stralsund 2007, ISBN 978-3-936311-64-8.
- Herr Blimel, der Schraubenkontrollör. Edition bridgeguard Sturovo/Slowakei 2007.
- Fräulein Bertas Arie. Mückenschwein, Stralsund 2007, ISBN 978-3-936311-38-9.
- Das Vergissmeinnicht. Mückenschwein, Stralsund 2008, ISBN 978-3-936311-41-9.
- Fräulein Bertas Entschluss. Mückenschwein, Stralsund 2008, ISBN 978-3-936311-39-6.
- Graf Wenzelslaus zu Vegesack: Der Geräuschesammler. Mückenschwein, Stralsund 2008, ISBN 978-3-936311-62-4.
- Graf Wenzelslaus zu Vegesack: Das Unglück. Mückenschwein, Stralsund 2009, ISBN 978-3-936311-62-4.
- Herr und Frau Foch. Mückenschwein, Stralsund 2009, ISBN 978-3-936311-65-5.
- Mikkeli & Mekkeli. Plöttner, Leipzig 2009, ISBN 978-3-938442-77-7.
- Die eine Seite und die andere Seite. Mückenschwein, Stralsund 2009, ISBN 978-3-936311-57-0.
- Herrn Maulbeers Glück. Edition Bridgeguard 2010, ISBN 978-3-9523458-4-9 (auch Ausgaben in Ungarisch und Slowakisch)
- Nüppelchen und Züppelchen. Mückenschwein, Stralsund 2011, ISBN 978-3-936311-82-2.
- Oma Frida und das Seeungeheuer. DIX, Düren 2011, ISBN 978-3-941651-47-0.
- Der Sucher. Mückenschwein, Stralsund 2012, ISBN 978-3-936311-66-2.
- Die Sommersprosse. Verlag Bibliothek der Provinz, Weitra 2012, ISBN 978-3-902416-83-4.
- Berlin, Moabit-Blues. Kyrene Literaturverlag, Wien/ Innsbruck 2012, ISBN 978-3-902873-04-0.
- Fräulein Berta. Mückenschwein, Sammelband, Stralsund 2013, ISBN 978-3-936311-25-9.
- Max oder der Tag, an dem ich nach links schipperte. Verlag Bibliothek der Provinz, Weitra 2013, ISBN 978-3-99028-227-4.
- Oma Frida im Wüstenwirbel. DIX, Düren 2013, ISBN 978-3-941651-58-6.
- Oma Frida auf der Flucht. DIX, Düren 2014
- Schaumrollen und Blutwurst. Ein Alpenkrimi. Dresdner Buchverlag/Zwiebook, Dresden 2014, ISBN 978-3-943451-06-1.
- Der Oberlippenbartmörder. Dresdner Buchverlag/zwiebook, Dresden 2014, ISBN 978-3-943451-07-8.
- Ole und das Meer. Verlag Bibliothek der Provinz, Weitra 2015, ISBN 978-3-99028-452-0.
- Wiener Schmäh mit Leichen. Zwiebook Verlag, Dresden 2016, ISBN 978-3-943451-22-1.
- Der Fisch der zu ihm gesprochen hat. Verlag Bibliothek der Provinz, Weitra 2016, ISBN 978-3-99028-573-2.
- Das geheimnisvolle Schweigen der alten Fabrik. Michael Imhof Verlag, Petersberg 2016, ISBN 978-3-7319-0383-3.
- Leonie oder Der Duft von Käse. Verlag Bibliothek der Provinz, Weitra 2017, ISBN 978-3-99028-705-7.
- Herrn T's Suche nach dem Glück. Mückenschwein, ISBN 978-3-944248-03-5.
- Das Gummibärchen und der Braunbär. Allitera Verlag, München 2018, ISBN 978-3-86906-766-7
- Kommst Du mit?. Verlag Bibliothek der Provinz, Weitra 2019, ISBN 978-3-99028-834-4.
- Das blaue Herz von Finn. Kunstanstifter-Verlag, Mannheim 2019, ISBN 978-3-942795-79-1
- Der Geschmack von Rost und Kohle. Hinstorff-Verlag, Rostock 2019, ISBN 978-3-356022-82-7
- Der Bohnenkönig und die Windsbraut. Edition Snood, Amsterdam 2020.

### Bühnentexte für Kindertheater
- Greta und Kurt; UA: Landesbühne Wilhelmshaven 1996
- Marzipan und Tulipan; UA: Kammerspiele Winterthur 2001.
- Jakobus! Ein Mysterienspiel; Kulturkirche St. Jakobi, Stralsund 2003
- Freyjas Tränen; UA: Kulturkirche St. Jakobi, Stralsund 2005
- Die Geschichte vom gelangweiligten Teufel; UA: Staatstheater Meiningen 2005.
- Ich weiß nicht wohin die Wolke mich trägt; AUT Innsbruck, 2018

### Hörspiele
- Ein Pinguin kommt selten allein. München 1992.
- Der Aufstand der Gummibärchen. Eine Hörgeschichte. München 1992.

### Filme
- Anna und der Mond. Kinderfilm (mit Maria Kowalski), 2012.
- Das Schokoladenmädchen. 2013.
- Max oder der Tag, an dem ich nach links schipperte. Kinderfilm, 2013.
- Der Engel. Kurzfilm, 2014.
- Scherben bringen Glück. Kinderfilm, 2014.
- Oma Frida und das Seeungeheuer. Kinderkurzfilm, 2014.
- Die Sommersprosse. Kinderkurzfilm, 2015.
- Ferien, endlich Ferien. Kinderkurzfilm, 2020.

### Ausstellungen
Zusammen mit Sabina Kaeser als DAS ARCHIV:
- 2002: Museum für angewandte Kunst, Wien
- 2004: Heidelberger Kunstverein
- 2004: Museum Bellerive, Zürich
- 2005: Punkt und Linie, Fläche und Raum, Overbeck-Gesellschaft, Lübeck
- 2005: Kunsthaus Kloster Gravenhorst, Hörstel
- 2009: Neuer Kunstverein Gießen
- 2010: Städtische Bühnen Münster
- 2011: Kunsthaus Kannen, Münster
- 2013: Klosterplatz Hausach